# James Cecil Parke
Pour les articles homonymes, voir Parke.
James Cecil Parke, né le 26 juillet 1881 à Clones et mort le 27 février 1946 à Llandudno, est un joueur de tennis irlandais. Il est également international irlandais de rugby à XV, entre 1903 et 1909.

## Biographie
James Cecil Parke enregistre ses plus grands succès en Coupe Davis, où il bat Norman Brookes et Rodney Heath dans le Challenge Round du 28 au 30 novembre 1912 et où son équipe, les Îles Britanniques, remportent la coupe. L'année suivante, il gagne aussi ses deux simples de Challenge Round (disputé du 25 au 28 juillet 1913) aux dépens de Maurice McLoughlin et Richard Williams mais son équipe perd la rencontre contre les États-Unis. Il remporte aussi les Championnats d'Australasie avec une faible participation en 1912, ainsi que les Championnats de l'État du Victoria le 23 novembre de cette même année.
En rugby, il représente à vingt reprises l'équipe d'Irlande entre 1903 et 1909,
Il combat durant la Première Guerre mondiale, il reçoit la Croix militaire pour bravoure et devient Major.
Il a exercé le droit à Colwyn Bay au Pays de Galles, il est mort le 27 février 1947. Il est enterré à Llandudno, sa tombe est marquée par une croix celtique.

## Palmarès (partiel)

### Titres en simple messieurs
|   | Date       | Nom et lieu du tournoi               | Catégorie    | Surface | Finaliste      | Score                   | Tableau |
| - | ---------- | ------------------------------------ | ------------ | ------- | -------------- | ----------------------- | ------- |
| 1 | 30/12/1912 | Australasian Championships, Hastings | Grand Chelem | Gazon   | Alfred Beamish | 3–6, 6–3, 1–6, 6–1, 7–5 | Tableau |

### Finales de simple perdues
Aucune

### Titres en double messieurs
|   | Date       | Nom et lieu du tournoi              | Catégorie    | Surface | Partenaire    | Finalistes                 | Score         | Tableau |
| - | ---------- | ----------------------------------- | ------------ | ------- | ------------- | -------------------------- | ------------- | ------- |
| 1 | 30/12/1912 | Australasian Championships Hastings | Grand Chelem | Gazon   | Charles Dixon | Alfred Beamish Gordon Lowe | 6–4, 6–4, 6–2 | Tableau |

### Finales en double messieurs
|   | Date       | Nom et lieu du tournoi      | Catégorie       | Surface | Vainqueurs                             | Partenaire         | Score              | Tableau |
| - | ---------- | --------------------------- | --------------- | ------- | -------------------------------------- | ------------------ | ------------------ | ------- |
| 1 | 06/07/1908 | Olympic Games Londres       | Jeux olympiques | Gazon   | George Hillyard Reginald Frank Doherty | Josiah Ritchie     | 9-7, 7-5, 9-7      | Tableau |
| 1 | 21/06/1920 | The Championships Wimbledon | Grand Chelem    | Gazon   | Richard Williams Charles Garland       | Algernon Kingscote | 4-6, 6-4, 7-5, 6-2 | Tableau |

### Titres en double mixte
|   | Date       | Nom et lieu du tournoi      | Catégorie    | Surface | Partenaire             | Finalistes                           | Score         | Tableau |
| - | ---------- | --------------------------- | ------------ | ------- | ---------------------- | ------------------------------------ | ------------- | ------- |
| 1 | 22/06/1914 | The Championships Wimbledon | Grand Chelem | Gazon   | Ethel Thomson Larcombe | Anthony Wilding Marguerite Broquedis | 4–6, 6–4, 6–2 | Tableau |

### Finales en double mixte
|   | Date       | Nom et lieu du tournoi      | Catégorie    | Surface | Vainqueurs              | Partenaire             | Score         | Tableau |
| - | ---------- | --------------------------- | ------------ | ------- | ----------------------- | ---------------------- | ------------- | ------- |
| 1 | 23/06/1913 | The Championships Wimbledon | Grand Chelem | Gazon   | Hope Crisp Agnes Tuckey | Ethel Thomson Larcombe | 3–6, 5–3, ab. | Tableau |